# Witold Lutosławski
Witold Roman Lutosławski (ur. 25 stycznia 1913 w Warszawie, zm. 7 lutego 1994 tamże) – polski kompozytor, dyrygent, pianista. Kawaler Orderu Orła Białego. Jeden z najwybitniejszych polskich kompozytorów XX wieku.

## Życiorys

### Rodzina i młodość
Urodził się w rodzinie Józefa i Marii z Olszewskich. Miał dwóch starszych braci, Henryka i Jerzego oraz siostrę Anielę, która zmarła bardzo młodo. Pochodził z rodziny ziemiańskiej herbu Jelita mającej swą posiadłość w Drozdowie k. Łomży. Choć wychowany głównie przez matkę, wzrastał jednak w środowisku rodziny ze strony ojca... Ziemianie, księża, filozofowie, chemicy i komentatorzy Platona... Rodzina Lutosławskich obfitowała zawsze w nietuzinkowe osobowości. Jego zainteresowanie muzyką miało swe korzenie w dzieciństwie i tradycji rodzinnego muzykowania. Komponował już w wieku 9 lat – w 1922 napisał Preludium na fortepian. Uczył się gry na fortepianie, a później na skrzypcach u Lidii Kmitowej. W 1928 rozpoczął naukę kompozycji u Witolda Maliszewskiego.
Równolegle z kształceniem muzycznym uczył się w Państwowym Gimnazjum im. Stefana Batorego w Warszawie, które ukończył w 1931 roku. Podjął studia matematyczne na Uniwersytecie Warszawskim – przerwane po roku z powodu nadmiaru zajęć w konserwatorium. Tam podjął studia w klasie kompozycji pod kierunkiem W. Maliszewskiego i fortepianu u Jerzego Lefelda – ukończył je w 1937.

### II wojna światowa
Na początku II wojny światowej walczył jako żołnierz przeciwko Niemcom – był radiotelegrafistą. Po ucieczce z niewoli wrócił do Warszawy. W czasie okupacji zarabiał na życie grając w warszawskich kawiarniach, najdłużej z Andrzejem Panufnikiem. Grali w kawiarni „SiM” („Sztuka i Moda”), „Lira”, „Aria” i „U Aktorek”. Uczestniczył też w tajnych koncertach w domach prywatnych. Z Eugenią Umińską zbierali fundusze na pomoc dla ukrywających się artystów, m.in. dla Władysława Szpilmana.
Z Andrzejem Panufnikiem przygotował około 200 transkrypcji utworów znanych kompozytorów, m.in. opracowanie 24 kaprysu N. Paganiniego, zatytułowane Wariacje na temat Paganiniego. Prawie wszystkie kompozycje sprzed i z okresu wojny zaginęły.

### Działalność po wojnie
Bezpośrednio po wojnie Lutosławski podjął pracę w Polskim Radiu, a także włączył się w odbudowę życia muzycznego. Od 1945 działał we władzach Związku Kompozytorów Polskich, z czego wycofał się w 1948, nie akceptując coraz większych wpływów socrealizmu.

### Lata 50. XX wieku
W latach 50. zarabiał na życie komponując muzykę teatralną i radiową oraz piosenki. W czasach stalinowskich były to piosenki masowe, a później taneczne (walce, fokstroty, tanga), które podpisywał pseudonimem „Derwid”. Namówiony przez Władysława Szpilmana, skomponował 35 piosenek tanecznych – fokstrotów, walców, tang i slowfoxów, z których kilka wyróżniono w plebiscycie „Radiowej piosenki miesiąca”. Piosenki przez niego napisane wykonywali m.in.: Olgierd Buczek, Mieczysław Fogg, Ludmiła Jakubczak, Kalina Jędrusik (szwagierka kompozytora, gdyż była żoną S. Dygata), Jerzy Michotek, Sława Przybylska, Hanna Rek, Irena Santor, Rena Rolska, Violetta Villas.

### Festiwal „Warszawska Jesień”
Od początku związany był z festiwalem „Warszawska Jesień”. Jako jedyny uczestniczył w pracach komisji repertuarowej festiwalu nieprzerwanie przez 37 lat, a w latach 1960–1965 był jej pierwszym przewodniczącym. Był też najczęściej grywanym za życia polskim kompozytorem (49 razy) i pierwszym, którego uhonorowano wieczorem autorskim (w 1973). Kierował również Towarzystwem Muzyki Współczesnej, którego działalność na parę lat umożliwiła postalinowska „odwilż”. Działał w Związku Kompozytorów Polskich (1954–1967 i 1971–1973 przewodniczył komisji kwalifikacyjnej), pełnił rozmaite funkcje przy Polskim Wydawnictwie Muzycznym, Ministerstwie Kultury i Sztuki. Jako członek Międzynarodowej Rady Muzycznej przy UNESCO spowodował, że w 1969 z jego inicjatywy przyjęto pierwszą ustawę potępiającą nadużywanie muzyki w miejscach publicznych i prywatnych, jako naruszenie prawa człowieka do spokoju i ciszy. Do problemu tego powracał wielokrotnie, uważając, że muzyka dobiegająca zewsząd i ciągle nie tylko męczy, ale także tępi wrażliwość na prawdziwą muzykę. Od 1971 był członkiem Obywatelskiego Komitetu Odbudowy Zamku Królewskiego w Warszawie.

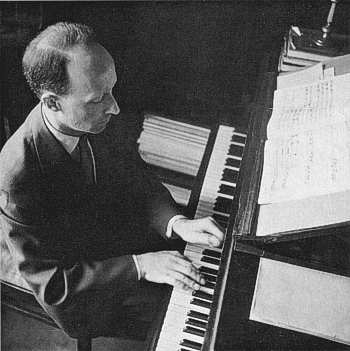
Witold Lutosławski grający na pianinie (1953)
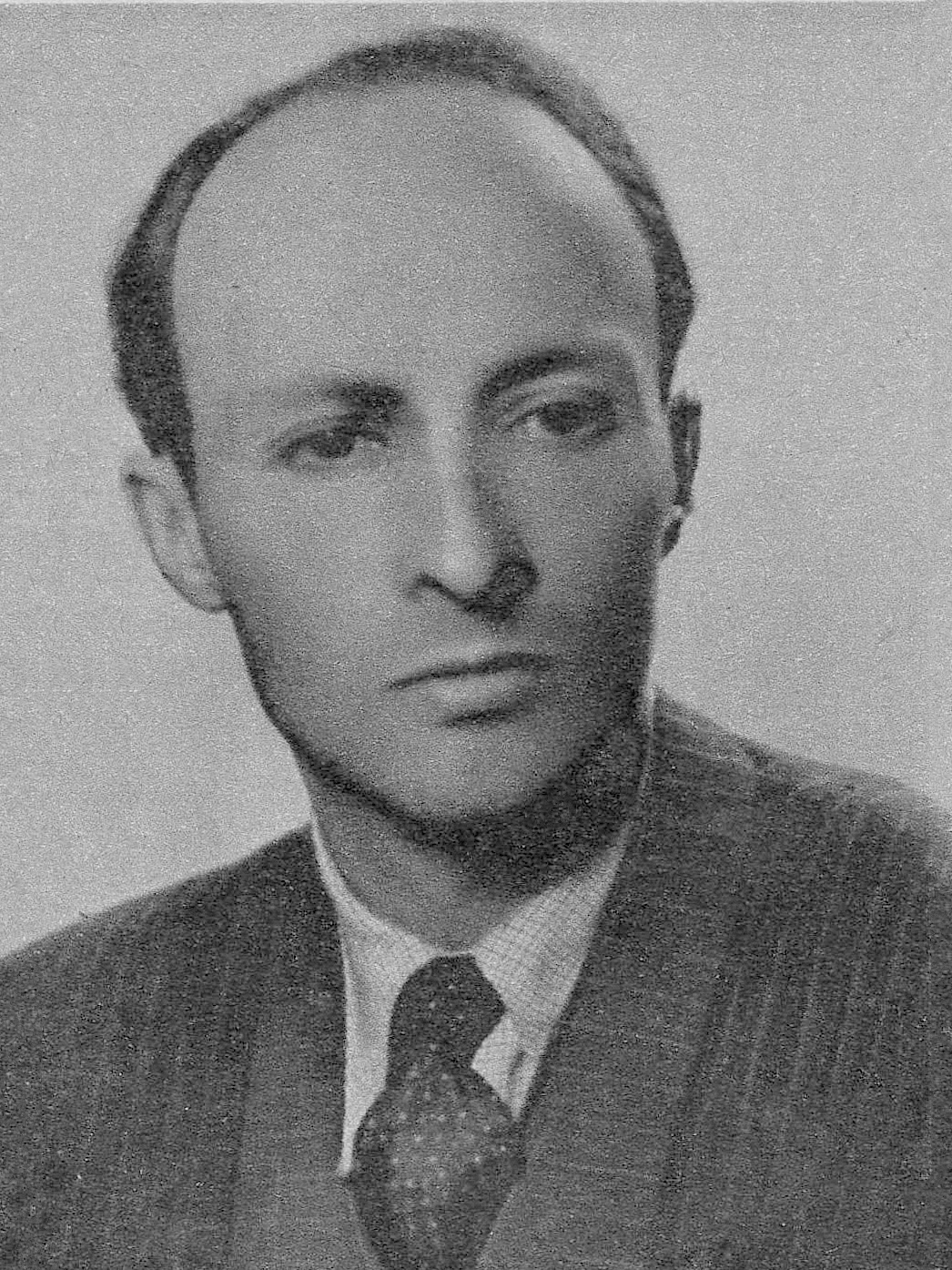
Fotografia portretowa Witolda (1946)

### Stan wojenny

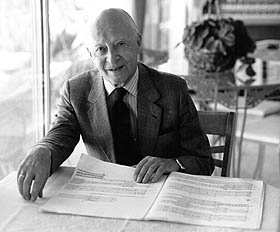
Witold Lutosławski, 1993

W latach stanu wojennego unikał obecności w życiu publicznym. W 1989 wyraźnie opowiedział się po stronie „Solidarności” i jako jedyny reprezentował środowisko muzyczne w Komitecie Obywatelskim przy Lechu Wałęsie.

### Życie prywatne
Od 1946 był żonaty z Marią Danutą z domu Dygat, primo voto Bogusławską, siostrą Stanisława Dygata. Nie miał dzieci, a jedynie pasierba – Marcina Bogusławskiego, syna Marii i Jana Bogusławskiego.

Zmarł w Warszawie, pochowany na cmentarzu Powązkowskim (kwatera 2-2-8). 

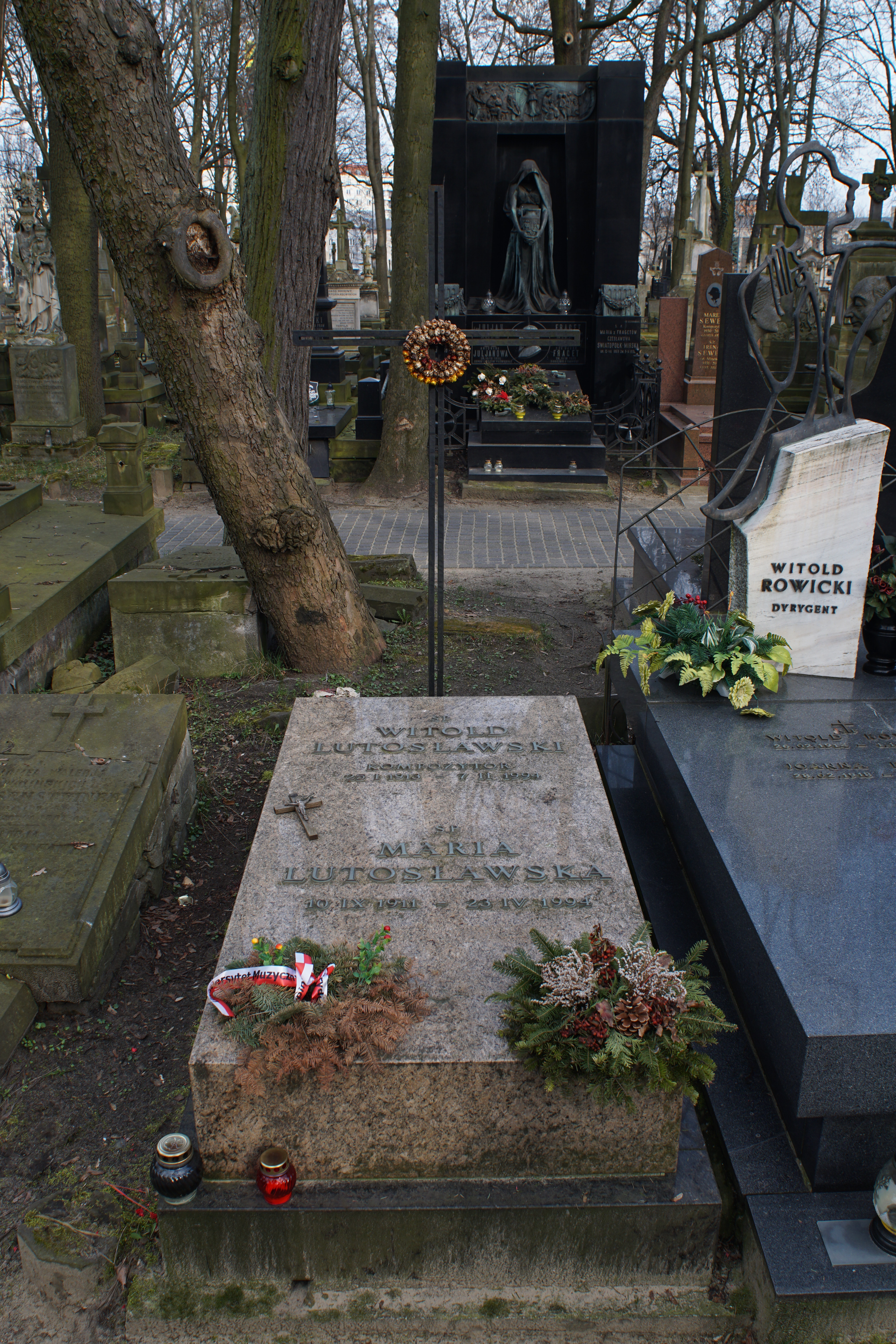
Grób Witolda Lutosławskiego na cmentarzu Powązkowskim

## Muzyka

### Lata 1939–1954
Lutosławski zadebiutował Wariacjami symfonicznymi w 1939. Spośród wielu utworów użytkowych napisanych w dekadzie powojennej do dzisiaj utrzymują się w repertuarze jego pedagogiczne utwory fortepianowe (Melodie ludowe i Bukoliki) oraz piosenki dla dzieci, których napisał ponad 40 (m.in. Spóźniony słowik, O panu Tralalińskim do słów Juliana Tuwima i cykl Słomkowy łańcuszek). Pisane od 1945, nawiązywały w oryginalny sposób do polskiego folkloru, będąc jakby naturalną reakcją na zakaz wykonywania polskiej muzyki i zwalczanie polskości w latach okupacji. W 1948, po wielu latach pracy, Lutosławski przedstawił ekspresjonistyczną I Symfonię, którą jednak po wprowadzeniu socrealizmu uznano za formalistyczną i wycofano z repertuaru. Zajmując się głównie twórczością użytkową, w następnych latach Lutosławski pracował nad kolejnym utworem orkiestrowym. Ukończony w 1954 Koncert na orkiestrę jest do dzisiaj najczęściej wykonywanym jego utworem.

### II połowa lat 50. XX wieku
„Odwilż” pozwoliła kompozytorowi na zmianę stylu. W Pięciu pieśniach do słów K. Iłłakowiczówny (1957-58) po raz pierwszy zastosował system harmoniczny oparty na akordach 12-tonowych, który w następnych latach stał się dla niego charakterystyczny. Krzysztof Meyer tak podsumowuje główne cechy tego systemu:
Akordy te nierzadko powstają z połączenia przede wszystkim konsonansów, a nawet trójdźwięków, choć pozbawionych związku z tradycyjnymi tonacjami. I chociaż Lutosławski posługiwał się różnymi dwunastodźwiękami, a od końca lat 70. stosował również akordy o mniejszej liczbie dźwięków, to te generalne zasady, na jakich konstruował harmoniczny „szkielet” swoich utworów (źródłem dodatkowej regularności bywa też symetryczne rozłożenie dźwięków), nadają im pewną wspólną, łatwo rozpoznawalną aurę brzmieniową.

### Koniec lat 50. XX wieku
Pod koniec lat 50. w Polsce synonimem nowoczesności była dodekafonia. W Muzyce żałobnej na orkiestrę smyczkową w bardzo niekonwencjonalny sposób posłużył się serią 24-tonową, opartą zaledwie na dwóch interwałach.
W utworze orkiestrowym Gry weneckie pojawiła się technika aleatoryzmu kontrolowanego, odtąd tak typowa dla muzyki Lutosławskiego, że powszechnie kojarzona z jego nazwiskiem. W Trzech poematach Henri Michaux nowość stanowiła niezależność chóru od orkiestry w niektórych partiach utworu, ponadto w środkowej części (Le grand combat, czyli Wielka walka) chór mówi, krzyczy i śpiewa glissandami.
Charakterystyczna dla dojrzałych dzieł Lutosławskiego stała się forma oparta na dwóch częściach: wstępnej, stanowiącej jakby przygotowanie oraz głównej – bardziej rozbudowanej. Tak skonstruowana jest II Symfonia, Livre pour orchestre i Kwartet smyczkowy. Epizody przygotowujące, albo pozwalające słuchaczowi na chwilowe odprężenie są z zasady aleatoryczne, natomiast główne, wymagające od słuchacza większej uwagi, są skomponowane tradycyjnie.

### Muzyka po 1964
Z czasem Lutosławski tracił zainteresowanie poszukiwaniem nowości. Utwory zamawiano u niego na koncerty w filharmoniach, a nie na festiwalach nowej muzyki. Taką zmianę ukazuje stosunkowo tradycyjnie skomponowany dla Petera Pearsa cykl pieśni Paroles tissees (1965).
Sytuacja polityczna w Polsce niejednokrotnie prowokowała do „politycznego” interpretowania sztuki, nawet muzyki. Tak właśnie często interpretowano dwa utwory Lutosławskiego: Koncert wiolonczelowy komponowany 1969-70 dla Mstisława Rostropowicza, w którym wyraźny jest konflikt między partią solową („jednostką”) a orkiestrą (Rostropowicz utożsamiał ją nawet z komunistycznym reżymem) oraz dramatyczną III Symfonię.
W latach osiemdziesiątych Lutosławski skomponował trzy utwory, których tytuły odnosiły się do zastosowanej w nich techniki polegającej na tym, że kolejne frazy nie następowały po kolei, lecz nakładały się. Lutosławski nazwał tę technikę „łańcuchową”. Łańcuch I przeznaczony jest na 14 instrumentów, Łańcuch III dla wielkiej orkiestry, a Łańcuch II zamówiony został przez Paula Sachera dla Anne-Sophie Mutter i właściwie jest koncertem skrzypcowym.
Powstał wtedy również Koncert fortepianowy, napisany dla Krystiana Zimermana i nawiązujący do romantycznej wirtuozerii, a zwłaszcza do Chopina.
Ostatnie utwory to cykl 9 pieśni Chantefleurs et Chantefables, w których przeplatają się epizody bardzo liryczne z ilustracyjnymi, humorystycznie malującym zwierzęta (żółw, aligator, motyle). Ostatnim wielkim utworem Lutosławskiego jest IV Symfonia.
W dorobku Lutosławskiego przeważają utwory orkiestrowe i one są również najważniejsze w jego twórczości. Wirtuozowskie opanowanie orkiestry pozwala uznać go za najwybitniejszego symfonika w dziejach polskiej muzyki. Charakterystyczne dla brzmienia jego muzyki (zakorzenionego we francuskiej tradycji, co sam wielokrotnie podkreślał) są liczne kontrasty kolorystyczne oraz „zwiewne” i szybkie przebiegi.
Według Krzysztofa Meyera: Trudno byłoby znaleźć w drugiej połowie XX w. innego kompozytora, który potrafiłby wyczarowywać z orkiestry równie wiele barw jak Lutosławski. Rozmaitością kolorystyczną imponują w jego utworach masywne tutti, ale z wielką pomysłowością wynajdywał też brzmienia dla małych grup instrumentalnych. Mienią się one subtelnymi barwami, choć nie brak w nich i współbrzmień bardziej agresywnych. Chętnie sięgał po nietypowe zestawy instrumentów, łącząc np. ksylofon z harfą, czelestę z kotłami czy dzwony z fortepianem, czego rezultatem stawały się brzmienia rzeczywiście dotąd niesłyszane. Niezwykłym efektem spotykanym w jego muzyce jest też przechodzenie jednej barwy w inną, jak w tęczy. Osiągał to poprzez stopniowe wprowadzenie do gry pewnych instrumentów i równoczesne uciszanie innych.

## Działalność dyrygencka

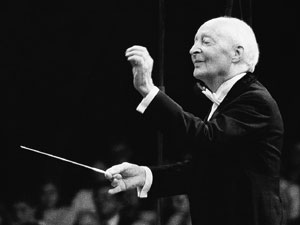
Witold Lutosławski dyryguje, 1993

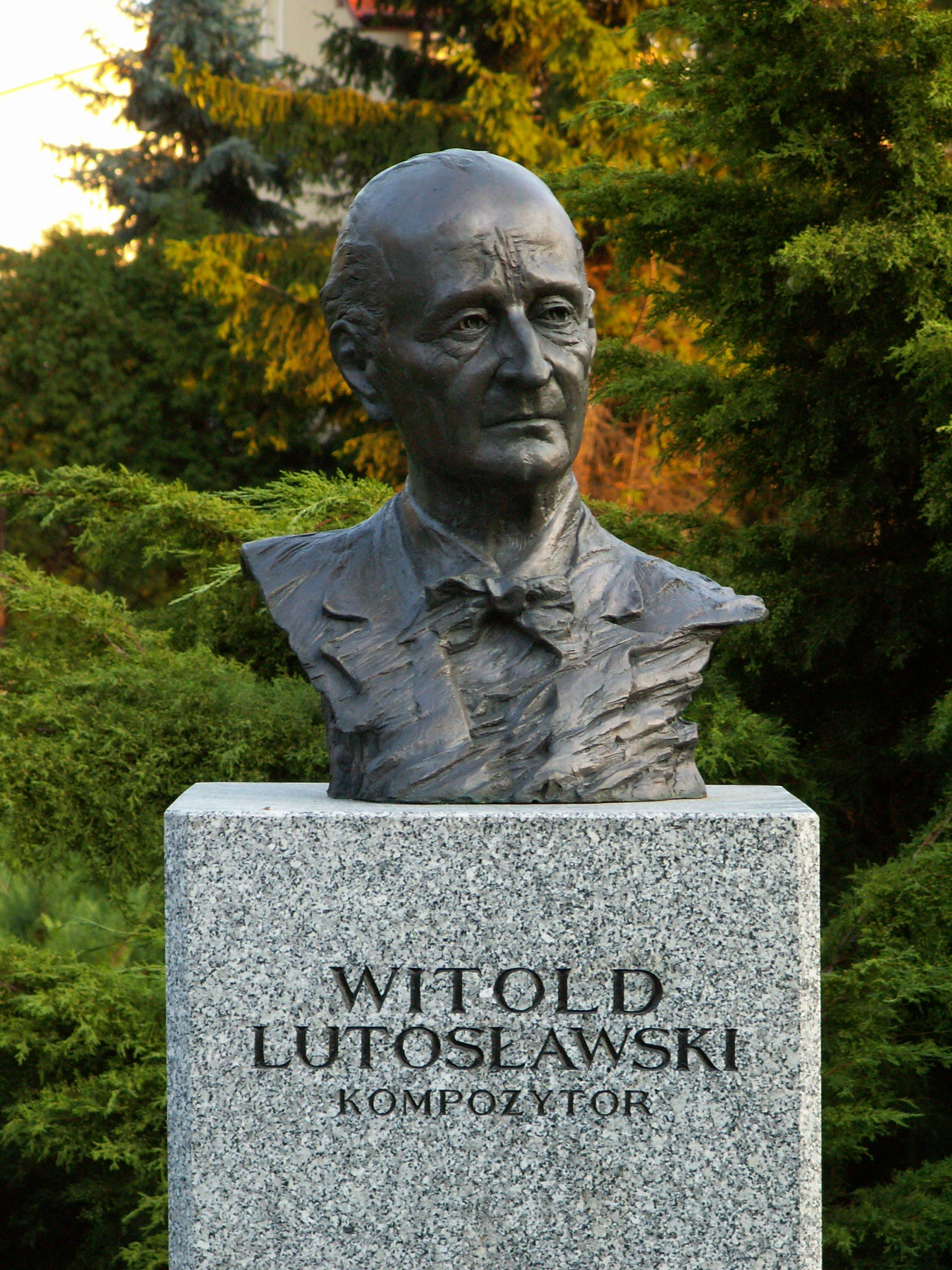
Popiersie Witolda Lutosławskiego w Alei Sław na Skwerze Harcerskim w Kielcach autorstwa Arkadiusza Latosa

Lutosławski jako jeden z niewielu kompozytorów XX wieku (innym był m.in. Igor Strawinski) dyrygował wykonaniami niemal wyłącznie swoich kompozycji.
Od połowy lat 30. kierował nagraniami swojej muzyki filmowej w studiu radiowym. Pierwszy występ publiczny Lutosławskiego jako dyrygenta miał miejsce 23 stycznia 1952 w Katowicach, gdy za namową Grzegorza Fitelberga poprowadził Symfonię Oksfordzką Haydna oraz własne Piosenki dziecinne i Wariacje symfoniczne podczas koncertu Wielkiej Orkiestry Symfonicznej Polskiego Radia. Po roku 1963 (premiera Trzech poematów Henri Michaux w Zagrzebiu) dyrygował regularnie, szczególnie podczas premier swoich utworów. W roku 1969 następująco tłumaczył decyzję pracy dyrygenckiej:
Nie mam dość wiary w to, że najwybitniejsi dyrygenci zabiorą się kiedykolwiek do utworów mego ostatniego okresu, albo jeśli nawet się zabiorą, to nie wyobrażam sobie, że będą mieli dość czasu, chęci i – niezależności od swych przyzwyczajeń – aby je dyrygować dobrze.
Dawał zwykle kilkanaście koncertów rocznie. Starannie dobierał miejsca koncertów, w jego kalendarzu znajdowały się najczęściej metropolie lub miejsca renomowanych festiwali. Dbając o prestiż własnego nazwiska odrzucał wiele ofert. W ciągu trzydziestu lat dyrygował zespołami takimi jak Berliner Philharmoniker, Wiener Symphoniker, Orchestre Philharmonique de Paris de la Radio France, Koninklijk Concertgebouworkest, BBC Symphony, The Philharmonia Orchestra of London, Scottish National Orchestra, główne orkiestry amerykańskie: w Nowym Jorku (New York Philharmonic), Filadelfii, Bostonie, Cleveland. Los Angeles, San Francisco, Pittsburgh, Houston, Saint Louis, Louisville. W Polsce najczęściej pojawiał się z Wielką Orkiestrą Symfoniczną Polskiego Radia i Telewizji w Katowicach. Dyrygował też orkiestrami studenckimi, w których brak technicznego doświadczenia rekompensował wyjątkowy zapał młodych muzyków.
Wystąpił w 23 krajach, najczęściej przed publicznością niemiecką (62 koncerty od 1964), angielską (57 koncertów) i amerykańską (46 razy). Rekordową liczbę koncertów (23) zagrał w 1993 – roku jego 80. urodzin. W Polsce występował nie częściej niż cztery razy rocznie.
Lutosławski dyrygował też nagraniami swoich utworów, m.in. w połowie lat 70. nagrał większość swoich utworów symfonicznych dla EMI.
Wedle Krzysztofa Meyera (współautora biografii), wykonania pod batutą Lutosławskiego nie zawsze stanowiły wierne odczytanie partytury. Nie dysponował słuchem absolutnym i zdarzało mu się nie zauważać błędów w wysokości nut. Cieszył się jednak dużą sympatią wśród muzyków, z którymi współpracował. Charles Bodman Rae (biograf kompozytora) zarejestrował wydarzenie, które miało miejsce w Leeds, 25 stycznia 1986:
Pod koniec próby, kiedy Lutosławski odłożył batutę i powiedział, że to już koniec próby, ... orkiestra (Hallé Orchestra z Manchesteru) zagrała w stylu Lutosławskiego, w technice aleatorycznej znaną piosenkę 'Happy Birthday to You’. To było bardzo zabawne i miłe.

## Wybrane kompozycje

### Utwory orkiestrowe
- Wariacje symfoniczne (1936–1939)
- I Symfonia (1941–1947)
- Uwertura na instrumenty smyczkowe (1949)
- Mała suita, na orkiestrę kameralną (1950)
- Koncert na orkiestrę (1950–1954)
- Muzyka żałobna (Musique funèbre), na orkiestrę smyczkową (1954–1958)
- Trzy postludia na orkiestrę (1958–1963)
- Gry weneckie (Jeux vénitiens) (1960–1961)
- II Symfonia(inne języki) (1965–1967)
- Livre pour orchestre (1968)
- Preludia i fuga, na instrumenty smyczkowe (1970–1972)
- Mi-Parti(inne języki) (1975–1976)
- Novelette (1978–1979)
- III Symfonia(inne języki) (1981–1983)[22]
- Chain I (Łańcuch I) na zespół kameralny (1983)
- Chain III, for orchestra (1986)
- IV Symfonia (1988–1992)
- Fanfare for Louisville, na instrumenty dęte i perkusję (1985)
- Prelude for G.M.S.D., na orkiestrę (1989)
- Interludium na orkiestrę (1989)

### Utwory na instrument solo i orkiestrę
- Koncert wiolonczelowy(inne języki) (1969–1970)
- Koncert podwójny na obój i harfę(inne języki) (1979–1980)
- Chain II, dialog na skrzypce i orkiestrę (1984–1985)
- Koncert fortepianowy (1987–1988)
- opracowania utworów kameralnych na orkiestrę:
  - Preludia taneczne, na klarnet i orkiestrę kameralną (1955)
  - Wariacje na temat Paganiniego, na fortepian i orkiestrę (1978)
  - Grave, na wiolonczelę i orkiestrę smyczkową (1981)
  - Partita, na skrzypce i orkiestrę (1988)

### Utwory kameralne
- Sonata na fortepian (1934)
- Wariacje na temat Paganiniego(inne języki) na 2 fortepiany (1941)
- Melodie ludowe na fortepian (1945)
- Recitativo e Arioso, na skrzypce i fortepian (1951)
- Bukoliki na fortepian (1952)
- Trzy utwory dla młodzieży na fortepian (1953)
- Preludia taneczne, na klarnet i fortepian (1954)
- Kwartet smyczkowy(inne języki) (1964)
- Epitafium na obój i fortepian (1979)
- Grave, na wiolonczelę i fortepian (1981)
- Mini Overture, na kwintet dęty (1982)
- Partita, na skrzypce i fortepian (1984)
- Slides, na zespół kameralny (1988)
- Subito, na skrzypce i fortepian (1992)

### Utwory wokalne
- Lacrimosa (fragment Requiem; 1937)
- Tryptyk śląski, na sopran i orkiestrę (1951)
- Pięć pieśni do słów K. Iłłakowiczówny na sopran i fortepian lub orkiestrę (1957; 1958)
- Trois poèmes d’Henri Michaux, na chór i orkiestrę (1961–1963)
- Paroles tissées, na tenor i orkiestrę kameralną (1965)
- Les Espaces du Sommeil(inne języki), na baryton i orkiestrę (1975)
- Chantefleurs et Chantefables(inne języki), na sopran i orkiestrę (1989–1990)[23]
- Pieśni walki podziemnej (1942–1944)
- Dwadzieścia kolęd (1946)

### Piosenki (sygnowane pseudonimem Derwid)
- Cyrk jedzie (1957) walc, sł. Jerzy Miller, wyk. Sława Przybylska
- Czarownica (1957) fokstrot, sł. Tadeusz Urgacz, wyk. Regina Bielska
- Daleka podróż (1957) tango, sł. Mirosław Łebkowski, wyk. Sława Przybylska
- Milczące serce (1957) tango, wyk. Tadeusz Urgacz, wyk. Jerzy Michotek
- Zielony berecik (1957) fokstrot, sł. Mirosław Łebkowski
- Jak zdobywać serduszka (1958) tango, sł. Tadeusz Urgacz, wyk. Jerzy Michotek
- Kapitańska ballada (1958) tango, sł. Tadeusz Urgacz, wyk. Włodzimierz Kotarba
- Miłość i świat (1958) walc, sł. Eugeniusz Żytomirski
- Nie chcę się z tobą umawiać (1958) slow-fox, sł. Zbigniew Kaszkur, Zbigniew Zapert
- Szczęśliwy traf (1958) fokstrot, sł. Jerzy Miller
- W lunaparku (1958) tango, sł. Jerzy Miller
- Warszawski dorożkarz (1958) walc, sł. Jerzy Miller, wyk. Olgierd Buczek
- Serce na wietrze (1958) tango, sł. Zofia Kierszys
- Kiosk na Powiślu (1959) walc, sł. Jerzy Miller
- Nie oczekuję dziś nikogo (1959) slow-fox, sł. Zbigniew Kaszkur, Zbigniew Zapert, wyk. Rena Rolska
- Tabu (1059) fokstrot, sł. Tadeusz Urgacz, wyk. Halina Kunicka
- Telimena (1959) slow-fox, sł. Tadeusz Urgacz
- Filipince nudno (1959) slow-fox, sł. Jerzy Miller, wyk. Ludmiła Jakubczak
- Moje ptaki (1960) blues, sł. Jerzy Miller
- Po co śpiewać piosenki (1960) tango, sł. Karol Kord
- Złote pantofelki (1960) slow-fox, sł. Adam Hosper, wyk. Hanna Rek
- Jeden przystanek dalej (1961) tango, sł. Jerzy Miller, Sława Przybylska
- Plamy na słońcu (1961) slow-fox, sł. Jerzy Miller, wyk. Ludmiła Jakubczak
- Rupiecie (1961) walc, sł. Jerzy Ficowski Tylko to słowo (1961) tango, sł. Adam Hosper, wyk. Tadeusz Woźniakowski
- W naszym pustym pokoju hula wiatr (1961) tango, sł. Artur Międzyrzecki, wyk. Kalina Jędrusik
- I cóż to teraz będzie (1962) slow-fox, sł. Adam Hosper
- Na co czekasz (1962) tango, sł. Jerzy Miller
- Wędrowny jubiler (1962) slow-fox, sł. Aleksander Rymkiewicz
- Z lat dziecinnych (1962) slow-fox, sł. Jerzy Miller
- Nie dla nas już (1963) walc, sł., Jerzy Miller
- Znajdziesz mnie wszędzie (1964), sł. Zbigniew Kaszkur, Zbigniew Zapert, wyk. Violetta Villas

## Genealogia
| 4. Franciszek Dionizy Lutosławski (1830-1891) |  |                                    |  |  |                                       |
|                                               |  | 2. Józef Lutosławski (1881-1918)   |  |  |                                       |
| 5. Paulina ze Szczygielskich Lutosławska      |  |                                    |  |  |                                       |
|                                               |  |                                    |  |  | 1. Witold Lutosławski (ur. 1913–1994) |
| 6. Konrad Olszewski                           |  |                                    |  |  |                                       |
|                                               |  | 3. Maria z Olszewskich Lutosławska |  |  |                                       |
| 7. Joanna z Sienkiewiczów Olszewska           |  |                                    |  |  |                                       |
|                                               |  |                                    |  |  |                                       |

## Ordery i odznaczenia
- Order Orła Białego (19 stycznia 1994)[24]
- Order Budowniczych Polski Ludowej (1977)
- Order Sztandaru Pracy I klasy (1959)
- Order Sztandaru Pracy II klasy (11 lipca 1955)[25]
- Krzyż Kawalerski Orderu Odrodzenia Polski (22 lipca 1953)[26]
- Medal 30-lecia Polski Ludowej (1974)
- Medal 10-lecia Polski Ludowej (7 stycznia 1955)[27]
- Medal ZAiKS-u (1978)[28]
- Złota Odznaka honorowa „Za Zasługi dla Warszawy” (1967)

- Odznaka Honorowa miasta Poznania (1973)
- Odznaka Honorowa ZAiKS-u (1969)[28]

- Komandor Orderu Sztuki i Literatury (Francja, 1985)[29]
- Order Pour le Mérite (Niemcy, 1993)[30]
- Medal Rady Europy (Strasbourg 1993)
- Medal Stockholm Concert Hall Foundation (Szwecja, 1992)
- Złoty Medal Royal Philharmonic Society (1985)
- Dyplom honorowy Związku Kompozytorów ZSRR (1979)[31]

Źródło:.

## Nagrody i wyróżnienia
Lutosławski otrzymał m.in. Nagrodę Państwową II stopnia za kompozycję Tryptyk Śląski, utwory dziecięce i pieśni masowe (1952) oraz Nagrody Państwowe I stopnia (1955, 1964, 1978). W 1959 i w 1973 otrzymał Nagrodę Związku Kompozytorów Polskich. W 1983 otrzymał Nagrodę „Solidarności” za III Symfonię.
Zagraniczne wyróżnienia zapoczątkowały główne lokaty utworów na Międzynarodowej Trybunie Kompozytorów UNESCO w Paryżu (1959, 1962, 1964, 1968), a następnie m.in.: Koussevitzky Prix Mondial du Disque (1964, 1976, 1986), Grand Prix du Disque de L’Académie Ch. Cross (1965, 1971). Za całokształt dorobku otrzymał: nagrodę Fundacji im. Alfreda Jurzykowskiego (Nowy Jork 1966), im. G. v. Herdera (Wiedeń 1967), Nagroda Fundacji Muzycznej Léonie Sonning (Kopenhaga 1967), im. M. Ravela (Paryż 1971), im. J. Sibeliusa (Helsinki 1973), im. E. v. Siemensa (Monachium 1983), im. Ch. Grawemeyera (Louisville 1985), królowej Zofii (Madryt 1985), Polar Music Prize (1993), Nagroda Kioto (1993). Laureat Nagrody Grammy 1986 w kategorii Best Contemporary Composition za Symfonię nr 3.
Tytuły doktora honoris causa przyznało mu w latach 1971–1993 16 uczelni:
- Cleveland Institute of Music (1971)
- Uniwersytet Warszawski (1973)[38]
- Northwestern University Evanston w Chicago (1974)
- Lancaster University (1975)
- University of Glasgow (1977)
- Uniwersytet Mikołaja Kopernika w Toruniu (1980)[39]
- University of Durham (1983)
- Uniwersytet Jagielloński w Krakowie (1984)
- Baldwin-Wallace College w Berea [stan Ohio] (1987)
- Queens University of Belfast (1987)
- Uniwersytet w Cambridge (1987)
- Akademia Muzyczna im. F. Chopina w Warszawie (1988)
- New England Conservatory of Music w Bostonie (1990)
- Université des Sciences Humaines w Strasbourgu (1990)
- Duquesne University w Pittsburghu (1991)
- University McGill w Montrealu (1993)

Był członkiem honorowym wielu stowarzyszeń (ZAiKS-u w 1993) oraz akademii artystycznych i naukowych w Polsce, Niemczech, USA, Anglii, Włoszech, Francji i Szwecji.

## Upamiętnienie

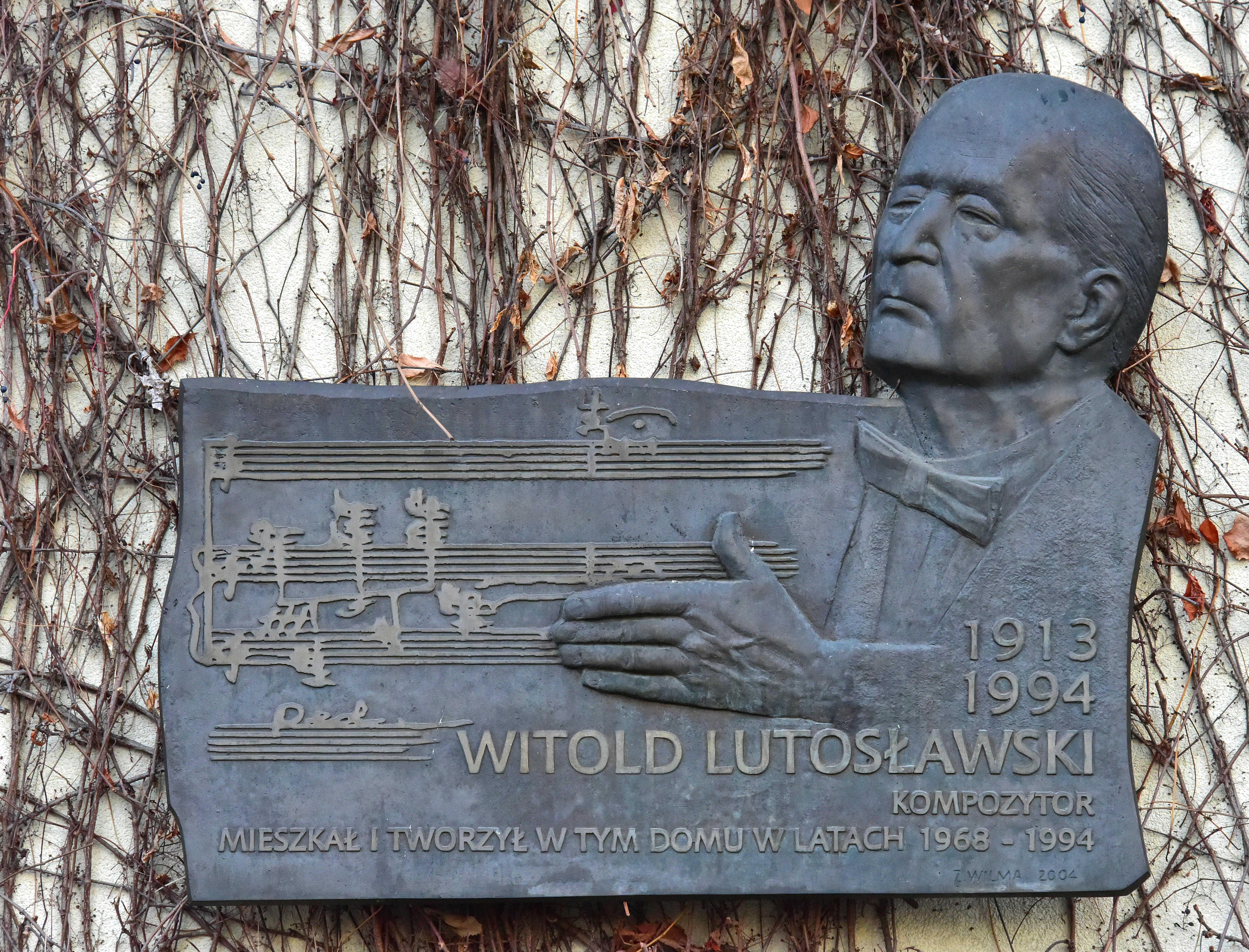
Tablica pamiątkowa na budynku przy ul. Śmiałej 39 w Warszawie, w którym w latach 1968–1994 mieszkał Witold Lutosławski

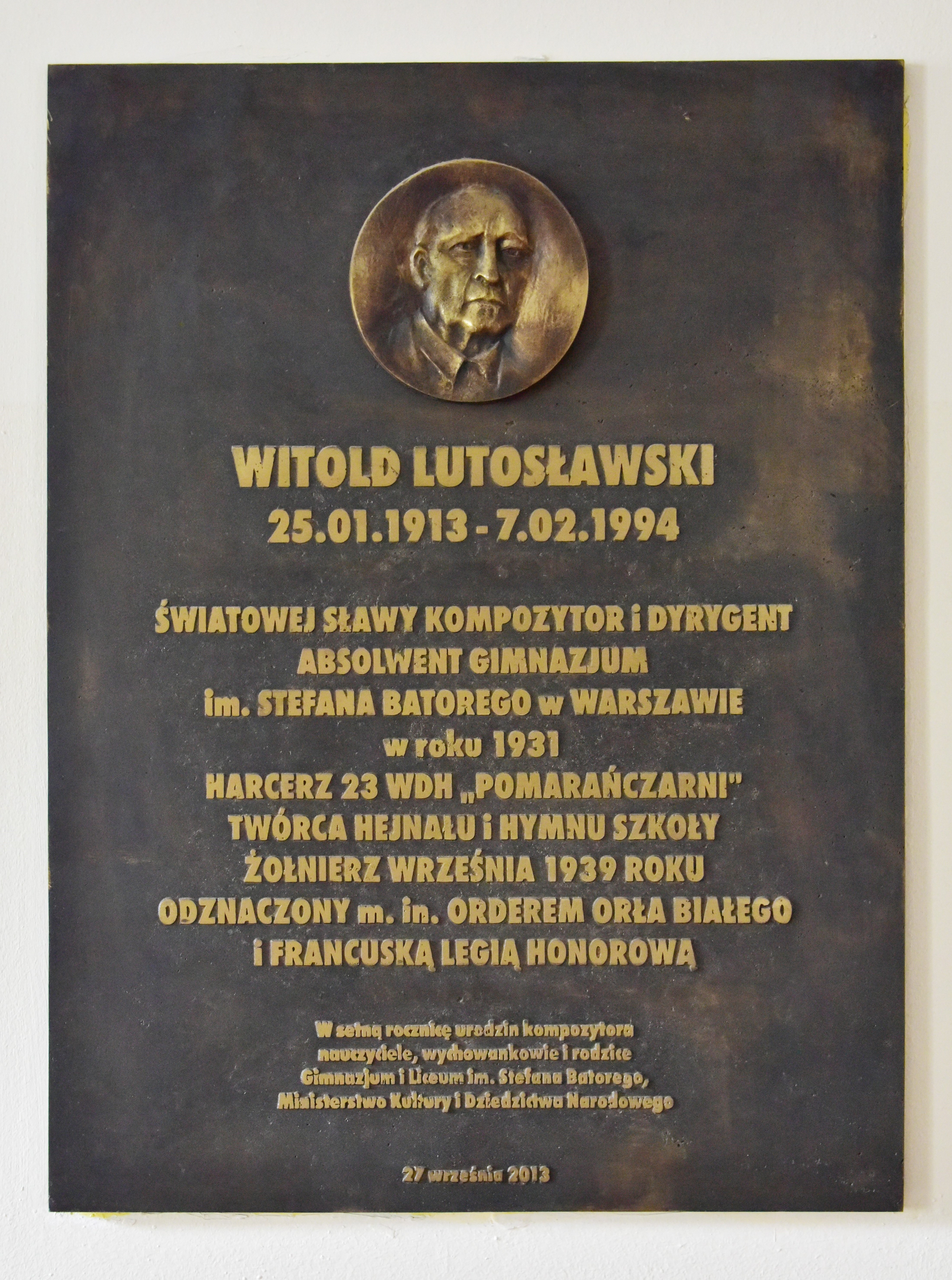
Tablica pamiątkowa przy wejściu do auli w II Liceum Ogólnokształcącym z Oddziałami Dwujęzycznymi im. Stefana Batorego w Warszawie

Instytucje muzyczne, które noszą jego imię, to m.in.: Narodowe Forum Muzyki im. Witolda Lutosławskiego we Wrocławiu, Płocka Orkiestra Symfoniczna, Państwowa Szkoła Muzyczna I stopnia w Jaśle, Państwowa Szkoła Muzyczna I stopnia w Pruszkowie, Państwowa Szkoła Muzyczna I stopnia w Turku, Państwowa Szkoła Muzyczna I stopnia w Starogardzie Gdańskim, Państwowa Szkoła Muzyczna I i II stopnia w Nysie, Państwowa Szkoła Muzyczna I i II stopnia w Stargardzie, Konserwatorium Krakowskie i Filharmonia Kameralna w Łomży, Ogólnokształcąca Szkoła Muzyczna II stopnia w Białymstoku, Państwowa Szkoła Muzyczna I i II st. im. W. Lutosławskiego w Krasnymstawie.
27 września 1996 roku Studiu Koncertowemu S1 Polskiego Radia zostało nadane imię Witolda Lutosławskiego.
Od 18 czerwca 1998 ulica w Warszawie na terenie dzielnicy Żoliborz (dawna ulica Romana Boguckiego) nosi nazwę ulicy Witolda Lutosławskiego. Łącznie kompozytor patronuje 34 ulicom w Polsce.
W lutym 2004 na fasadzie domu przy ul. Śmiałej 39 w Warszawie, w którym mieszkał, odsłonięto tablicę pamiątkową, zaprojektowaną przez Zbigniewa Wilmę.
Rok 2013 ogłoszony został przez Sejm Rzeczypospolitej Polskiej Rokiem Lutosławskiego.
18 września 2013 roku Narodowy Bank Polski wprowadził do obiegu monety o nominałach 200 zł, 10 zł i 2 zł, „Witold Lutosławski”.
27 września 2013 przy wejściu do auli w II Liceum Ogólnokształcącym z Oddziałami Dwujęzycznymi im. Stefana Batorego w Warszawie odsłonięto pamiątkową tablicę poświęconą Witoldowi Lutosławskiemu, w setną rocznicę urodzin kompozytora i absolwenta szkoły. 